# Hey You!
Hey You! er det tredje studiealbum fra den danske poprock-duo Sko/Torp. Det udkom den 14. november 1994 på Medley Records. Albummet var produceret af Palle Torp og co-produceret af Søren Sko, mens Mats Ronander var vokalproducer.
Albummet modtog guld, og endte med at sælge omkring 40.000 solgte eksemplarer, hvilket var langt mindre succesfuldt end de foregående to albums, der begge havde solgt langt over 100.000 albums.
Sanne Salomonsen medvirker på nummeret "True Confessions".

## Spor
Alle sange skrevet og komponeret af Sko/Torp, undtagen "Restless" skrevet af Sko/Torp og Claes Antonsen. 
| #   | Titel                    | Længde |
| --- | ------------------------ | ------ |
| 1.  | "The Golden Girls"       | 4:52   |
| 2.  | "Desperate Man"          | 4:32   |
| 3.  | "I'll Be There For You"  | 3:45   |
| 4.  | "The Only One"           | 4:39   |
| 5.  | "Hey You!"               | 4:28   |
| 6.  | "Waiting for Her Heart"  | 4:36   |
| 7.  | "The Way We Burn"        | 4:36   |
| 8.  | "She's Ropin' You In"    | 4:43   |
| 9.  | "In the Way of An Angel" | 4:16   |
| 10. | "True Confessions"       | 4:33   |
| 11. | "A Touch of My Hand"     | 3:25   |
| 12. | "Hideaway"               | 2:30   |
| 13. | "Restless"               | 4:36   |

## Hitliste
| Hitliste (1996)        | Højeste placering |
| ---------------------- | ----------------- |
| Danmark (Album Top-40) | 9                 |